# Rona Newton-John
Rona Newton-John (Cambridge, Egyesült Királyság, 1943. február 1. – Los Angeles, USA, 2013. május 24.) brit születésű modell, színésznő, üzletasszony, Max Born Nobel-díjas fizikus unokája, Brinley Newton-John egyetemi tanár, nyelvész lánya, Olivia Newton-John nővére.

## Életrajza
Max Born fizikus a náci hatalomátvétel után néhány hónappal emigrált az Egyesült Királyságba, ahol a Cambridge-i Egyetemen kapott állást. Vele tartott felesége, valamint három gyermeke, köztük Irene Born, egyik lánya. Brinley Newton-John a walesi Cardiff városában született és nevelkedett, majd a Cambridge-i Egyetemen kapott ösztöndíjat. Ott ismerte meg Irene Bornt, majd hamarosan összeházasodtak. Három gyermekük született, Hugh, Rona és Olivia. A háború után a család Cambridge-ben maradt, Brinley Newton-John egy középiskola igazgatója, egyben az egyetem professzora lett. 1954-ben állást kapott Ausztráliában, a Melbourne-i Egyetem Ormond Kollégiumának a dékánja lett, ezért a család és az akkor 11 éves Rona Ausztráliába költözött.
Önéletrajzi könyvében egy hétéves korában történt szexuális zaklatást említ, mely egész későbbi életére kihatott. Mindössze 16 éves volt, amikor kimaradt a középiskolából. Nagyon fiatalon megismerte Brian Goldsmith bártulajdonost, majd összeházasodtak. Három gyermekük született, Fiona Goldsmith-Edelstein (1960. január 1.) jógaoktató, Tottie Goldsmith (1962. augusztus 27.), színésznő Ausztráliában, Brett Goldsmith, zenész és fotóművész. 1964 körül elváltak.
Az 1960-as évek elejétől fotómodell volt. A később világhírű fotós, Helmut Newton a család barátja volt, ő vezette be a fotómodell szakmába, amit később Londonban is folytatott. Két szerepet játszott a Sydney-i Royal Theatre színházban. Az első tévészerepre 1964-ben került sor, a Homicide című ausztrál bűnügyi sorozat egy epizódjában szerepelt. A hatvanas évek közepétől Londonban élt, főként tévéfilmekben szerepelt. Egy időben állandó szereplője volt a Benny Hill Shownak.
A hatvanas évek folyamán nagy szerepe volt húga, Olivia pályájának elindításában. Ő küldte el titokban fotóját első versenyére, amit Olivia megnyert. Rona vőlegénye, Brian Goldsmith melbourne-i kávézójában kezdett Olivia énekelni, majd szintén Rona rábeszélésre indult egy országos vetélkedőn, amelynek megnyerése után elindult nemzetközi karrierje. A hatvanas évek közepe táján Rona rendszeresen elkísérte akkor még nagyon fiatal húgát koncertkörutakra, részben miatta is költözött Londonba, ahol végül mindketten éveket töltöttek. Énekesi karriert sosem futott be, egyetlen kislemezen énekelt húgával, ez az 1972-ben megjelent Just Us Two, előadásukban dal a testvéri szeretetről szól.
Későbbi magánéletéről keveset tudni, második férje egy londoni jazz-zenész volt, neve nem ismert. 1973-ban született tőle egy fia, Emerson Newton-John autóversenyző, édesanyja családnevét viseli. A hetvenes évek közepe táján Los Angelesbe költözött, további életét jórészt ott töltötte. A Grease forgatásán, 1978-ban ismerte meg a Kenickie szerepét alakító Jeff Conawayt, 1980-ban összeházasodtak, majd 1985-ben elváltak, gyermekük nem született. Egyes források Jeff Conawayt jelölik meg Emerson apjaként, aki azonban évekkel korábban született meg, mint Rona és Jeff Conaway ismeretségének kezdete.
2013. április közepén különösen agresszív és kezelhetetlen agydaganatot diagnosztizáltak nála, 2013. május 24-én elhunyt. 70 éves volt.
Évek óta dolgozott önéletrajzi könyvén, címe Dark Side of Charisma. A könyv eredetileg 2013. június közepén került volna bolna boltokba, de kiadását ismeretlen okból elhalasztották.
Olivia Newton-John Melbourne-i rákkórházának (Olivia Newton-John Cancer and Wellness Centre) agydaganatokat kezelő új programját Rona Newton-John után nevezték el.

## Szerepei
- Coming Home (dokumentumfilm, 2008)
- Rongy élet (2000)
- Benny Hill Show (1974) - több szerepben
- Great Mysteries (tv-sorozat, 1974)
- The Adventurer (tv-sorozat, 1972)
- UFO (tv-sorozat, 1971)
- The Benny Hill Show (tv-sorozat, 1970)
- Trog (1970)
- Country Dance (1969)
- ITV Saturday Night Theatre (tv-sorozat, 1969)
- The Gold Robbers (tv-sorozat, 1969)
- Where's Jack? (1969)
- Homicide (tv-sorozat, 1964)

## Könyv
- The Dark Side of Charisma: The Autobiography of Rona Newton-John (Rona Newton-John önéletrajza), Arena Books ISBN 978-1909421158. Tervezett megjelenése 2013. június közepe volt, de bizonytalan időre elhalasztották.

## Videó
- https://www.youtube.com/watch?v=f05tsLv_WtM Olivia, Rona és Jeff Conaway egy főzőműsorban